# منزل صادقي أردبيل
منزل صادقي أردبيل (بالفارسية: خانه صادقی اردبیل) هو منزل تاريخي يعود إلى عصر القاجاريون، ويقع في أردبيل.